# Yao Jinnan
Pour les articles homonymes, voir Yao.
Yao Jinnan, née le 8 février 1995, est une gymnaste artistique chinoise. 

## Palmarès

### Jeux olympiques
- Londres 2012
  - 4e au concours par équipes
  - 4e aux barres asymétriques

### Championnats du monde
- Nanning 2014
  -  médaille d'or aux barres asymétriques
  -  médaille d'argent au concours par équipes
- Tokyo 2011
  -  médaille d'argent à la poutre
  -  médaille de bronze au concours général individuel
  -  médaille de bronze au concours par équipes

### Jeux asiatiques
- Incheon 2014
  -  médaille d'or au concours général individuel
  -  médaille d'or au concours par équipes
  -  médaille d'or aux barres asymétriques
  -  médaille d'or au sol